# Saint-Loup-Lamairé
Saint-Loup-Lamairé é uma comuna francesa na região administrativa da Nova Aquitânia, no departamento de Deux-Sèvres. Estende-se por uma área de 21,8 km². Em 2010 a comuna tinha 1 027 habitantes (densidade: 47,1 hab./km²).